# Seridó Ocidental (Paraíba)
Seridó Ocidental Paraibano is een van de 23 microregio's van de Braziliaanse deelstaat Paraíba. Zij ligt in de mesoregio Borborema en grenst aan de microregio's Patos, Cariri Ocidental, Seridó Oriental, Seridó Oriental (RN) en Seridó Ocidental (RN). De microregio heeft een oppervlakte van ca. 1.738 km². In 2006 werd het inwoneraantal geschat op 37.163.
Zes gemeenten behoren tot deze microregio:
- Junco do Seridó
- Salgadinho
- Santa Luzia
- São José do Sabugi
- São Mamede
- Várzea

Mesoregio's: Agreste Paraibano · Borborema · Mata Paraibana · Sertão Paraibano

Microregio's: Brejo Paraibano · Cajazeiras · Campina Grande · Cariri Ocidental · Cariri Oriental · Catolé do Rocha · Curimataú Ocidental · Curimataú Oriental · Esperança · Guarabira · Itabaiana · Itaporanga · João Pessoa · Litoral Norte · Litoral Sul · Patos · Piancó · Sapé · Seridó Ocidental · Seridó Oriental · Serra do Teixeira · Sousa · Umbuzeiro